# Sermitsiaq (noviny)
Sermitsiaq (starým pravopisem Sermitsiaĸ) je spolu s deníkem Atuagagdliutit jedním ze dvou grónských celostátních deníků.

## Historie

### Počátky
V roce 1952 Viggo Sylvester Larsen poprvé vydal v Nuuku dvojjazyčné místní noviny Kamikken. Noviny vycházely pouze do roku 1956. O rok a půl později začali Viggo Sylvester Larsen a Søren Egebjerg vydávat nové místní noviny, které dostaly název Mikken a vycházely pouze v dánštině. Noviny poprvé vyšly 11. ledna 1958 a od té doby byly distribuovány každou sobotu. Dne 13. ledna 1958 se objevil grónský překlad novin a od té doby vycházely každé pondělí. Po pěti měsících vyhlásil šéfredaktor novin čtenářskou soutěž, jejímž cílem bylo najít pro grónskou verzi nový název, který by se Gróňanům lépe vyslovoval. Volba padla na Sermitsiaq, podle dominanty města, hory Sermitsiaq. Dne 21. května 1958 vyšly noviny poprvé pod novým názvem. 
Zpočátku měly noviny tři redaktory: Petera Kreutzmanna, Mathæuse Abrahamsena a Karla Sommera. Posledně jmenovaný od roku 1960 sám redigoval místní noviny Qanorooq. Dne 14. listopadu 1958 vyšel Sermitsiaq poprvé dvojjazyčně a 22. listopadu vyšel Mikken naposledy. Iniciativu k přechodu na grónskou verzi měl dánský novinář Anders Kjær, který od té doby noviny redigoval spolu s novým šéfredaktorem Jørgenem Fleischerem, Einarem Kreutzmannem, Jensem Kreutzmannem a Mathæusem Abrahamsenem. Peter Kreutzmann získal práci tlumočníka v Kodani a z tohoto důvodu z novin odešel, zatímco jeho dva starší bratři Einar a Jens nastoupili. Anders Kjær zemřel o několik týdnů později, když se 30. ledna 1959 potopila loď Hans Hedtoft.

### Pozdější historie
Noviny byly kopírovány až do roku 1964, kdy se začalo přecházet na tisk. Vydání časem ztratila své místní zaměření. Od roku 1980 vycházely noviny celostátně, čímž se staly druhými celostátními novinami v Grónsku po Atuagagdliutit, které vycházely od roku 1861. Od roku 1983 vycházely nové místní noviny Nuuk Ugeavis, které od roku 1989 spoluvydával Sermitsiaq.

### Spojení
Dne 13. listopadu 2009 se redakce Sermitsiaq a Atuagagdliutit administrativně sloučily a s účinností od 1. ledna 2010 byly spojeny pod mediální vydavatelství Sermitsiaq.AG. Jako důvod byla uvedena úsporná opatření v důsledku klesajících příjmů, která ohrožovala existenci obou novin. Oba deníky nadále vycházejí nezávisle na sobě, ale Atuagagdliutit od té doby vychází pouze jednou týdně místo dvakrát.
Sermitsiaq vychází každý týden v pátek a od září 2011 se tiskne společně s Atuagagdliutitem v Holbæku v tiskárně dánské mediální společnosti Trykkeriet Nordvestsjælland. Oba deníky mají společnou internetovou verzi sermitsiaq.AG, přičemž doména znamená Atuagagdliutit/Grønlandsposten.